# Никейска епархия
 Тази статия е за епархията на Вселенската патриаршия.  За тази на Църквата на Гърция вижте Никейска епархия (Църква на Гърция).  
Никейската епархия (на гръцки: Ιερά Μητρόπολη Νικαίας) е титулярна епархия на Вселенската патриаршия. Диоцезът съществува от IV век до 1922 година с център в град Никея, на турски Изник. Титлата на предстоятеля е Митрополит на Никея, ипертим и екзарх на Витиния (Ο Νικαίας, υπέρτιμος και έξαρχος πάσης Βιθυνίας).

## История
Никея е основан на източния бряг на езерото Аскания (Изник Гьолу) от Антигон I Македонски в 316 пр. Хр. под името Антигония. Прекръстен е на Никея в 301 година от Лизимах. Никея първоначално е епископия, подчинена на Никомидийската митрополия. Седалище е на Първия (325) и Седмия вселенски събор (787). Около 370 година император Валент я прави митрополия. В VII век има 3 епископии, а в X - 6. След османското завоевание седалището е преместено в Киос (на турски Гемлик), а броят на епископиите намалява постепенно и към 1600 година митрополията няма нито една, като самата тя се състои от две, несвързани помежду си части. Основната част граничи с Никомидийската митрополия на север, Анкарската на изток, Бурсенската на юг и Мраморно море на запад. Други големи селища са Василинополис (Орхангази), Кивала (Гейве), Левкес (Османели), Ангелокома (Инегьол) и Тивазио (Сьогют). Частта около Мелитополис (Улуабат) граничи с Мраморно море на север, Никомидийската митрополия (Аполониадска част) и Бурсенската митрополия на изток, Анкарската и Кизическата митрополия на запад. Селищата в тази част са Михалики (Караджабей), Кремасти (Мустафакемалпаша), Адранос (Орханели).
След обмена на население между Гърция и Турция в 1922 година, на територията на епархията не остава православно население.

## Митрополити
| Име            | Име                | Управление                        | Забележка                                         | Години            |
| -------------- | ------------------ | --------------------------------- | ------------------------------------------------- | ----------------- |
| Генадий Лериец | Γεννάδιος ὁ Λέριος | 1712 – 25 февруари 1714           | от хиоски м., в ираклийски м.                     | около 1660 – 1718 |
| Гавриил        | Γαβριήλ            | 14 февруари 1783 - септември 1792 | от коринтски м.                                   | ? – 1810          |
| Калиник II     | Καλλίνικος         | септември 1792 – 17 юни 1801      | от одрински м., в константинополски п.            | ? – ≥1809         |
| Даниил         | Δανιήλ             | юни 1801 – 1809                   | от лакедемонски м., свален                        |                   |
| Йоаникий       | Ιωαννίκιος         | март 1811 - юни 1817              | от анкарски м., в кесарийски м.                   | ? – 1823          |
| Макарий III    | Μακάριος           | юни 1817 - април 1821             | от търновски м., в ефески м.                      | ? – 1830          |
| Йеротей        | Ιερόθεος           | април 1821 - 29 октомври 1825     | по-рано паронаксийски м., александрийски п.       | ? – 1845          |
| Йосиф II       | Ἰωσὴφ              | октомври 1825 - 1859 †            | от пелагонийски м.                                | ? – 1859          |
| Йоаникий III   | Ιωαννίκιος         | 1859 – 12 май 1878                | от нишки м., в ираклийски м.                      | ? – 1879          |
| Софроний II    | Σωφρόνιος          | 12 май 1878 - 14 ноември 1880     | от димотишки м., по-късно никейски, подал оставка | ? – 1890          |
| Дионисий II    | Διονύσιος          | 14 ноември 1880 - 23 януари 1886  | от одрински м., в одрински м.                     | 1820 – 1891       |
| Софроний II    | Σωφρόνιος          | 23 януари 1886 – 8 януари 1890 †  | по-рано никейски                                  | ? – 1890          |
| Йероним        | Ιερώνυμος          | 11 януари 1890 - 13 май 1897      | от никополски м., в ираклийски м.                 | 1837 – 1910       |
| Софроний III   | Σωφρόνιος          | 29 май 1897 - 22 май 1902         | от лероски м., в янински м.                       | ? – 1910          |
| Йероним        | Ιερώνυμος          | 22 май 1902 - 30 март 1910 †      | от ираклийски м.                                  | 1837 – 1910       |
| Василий        | Βασίλειος          | 13 май 1910 – 13 юли 1925         | от пелагонийски м., в константинополски п.        | 1846 – 1929       |
| Вениамин       | Βενιαμίν Κυριάκου  | 21 октомври 1933 - 18 януари 1936 | от пловдивски м., в константинополски п.          | 1871 – 1946       |
| Йоан V         | Ιωάννης            | 4 октомври 2001 - 1 юли 2010 †    | по-рано карелски и финландски а.                  | 1923 – 2010       |
| Константин     | Κωνσταντίνος       | 29 август 2011 - 8 април 2021     | от деркоски м.                                    | 1929 – 2021       |